# Castanopsis sclerophylla
Castanopsis sclerophylla là một loài thực vật có hoa trong họ Fagaceae. Loài này được (Lindl. & Paxton) Schottky mô tả khoa học đầu tiên năm 1912.